# Estilo italo-bizantino

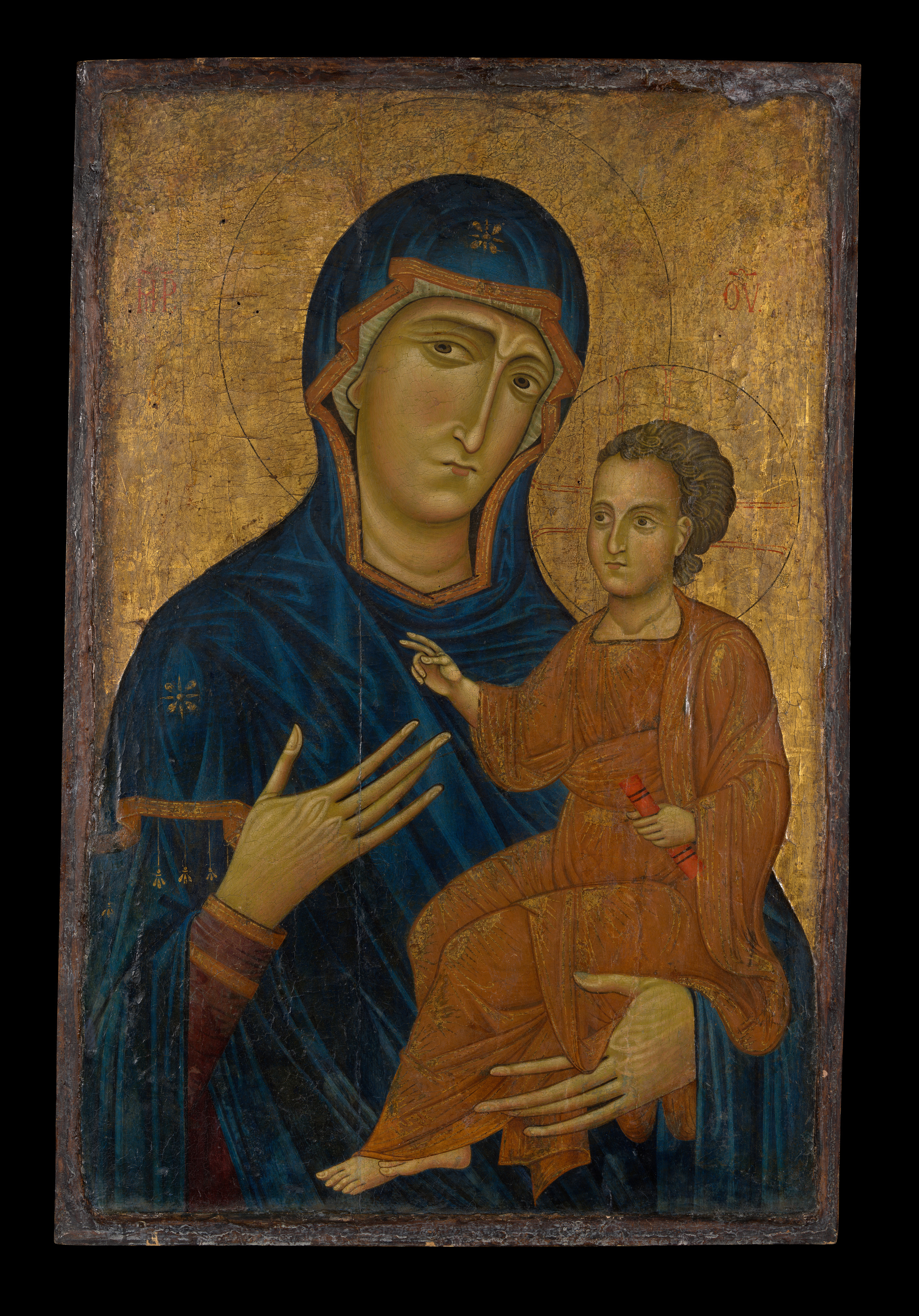
Madonna, Berlinghiero Berlinghieri, ca. 1230, temple sobre tabla con fondo dorado, Metropolitan Museum of Art.

Estilo italo-bizantino o maniera greca son denominaciones del estilo artístico de las pinturas medievales producidas en Italia bajo una fuerte influencia del arte bizantino. Incluye la pintura religiosa que copia o imita los iconos bizantinos, pero pintados por artistas que no se han formado en talleres bizantinos. Son versiones de tales iconos, la mayor parte representaciones de la Virgen con el Niño (Madonna en lengua italiana, Theotokos y otras advocaciones en lengua griega, con una iconografía establecida y formas estereotipadas); pero también otros temas. Esencialmente introducen en Europa occidental pinturas de relativamente pequeño formato concebidas como arte mueble, es decir, cuadros enmarcados. Muy frecuentemente tienen fondo dorado. Fue el estilo dominante en la pintura italiana hasta el siglo XIII (Duecento). Desde finales de ese siglo y durante el siglo XIV (Trecento) pintores como Cimabue y Giotto llevaron la escuela florentina por un nuevo camino que culminó en el Renacimiento del siglo XV (Quattrocento). No obstante, en otros lugares y contextos, destacadamente en la escuela sienesa, el estilo italo-bizantino pervivió durante todo ese periodo.
Maniera greca ("estilo griego" en lengua italiana) era la expresión que se utilizaba en la época de Giorgio Vasari; de hecho, una de las primeras etiquetas estilísticas utilizadas en el arte europeo. Vasari lo utilizaba de forma peyorativa, definiendo la maniera moderna del Renacimiento como un rechazo de "ese torpe estilo griego" (quella greca goffa maniera); otros tratadistas contemporáneos hacían críticas semejantes,  que pueden también relacionarse con el concepto de stil nuovo que tiene un origen literario (dolce stil nuovo).
También se denominan "italo-bizantinos" los iconos bizantinos exportados a Italia, como los que llegaron en gran número en el Renacimiento desde Creta, que era una posesión de la República de Venecia. Ya en periodos posteriores, la expresión se aplica a las obras realizadas en Italia por artistas griegos o formados en Grecia; algunas de las cuales son difíciles de distinguir de las obras de la escuela cretense, que seguía siendo la suministradora principal de estos iconos a toda Europa. A mediados del siglo XX muchos de ellos se atribuían a los talleres de la Dalmacia veneciana, lo que los expertos posteriores discuten.

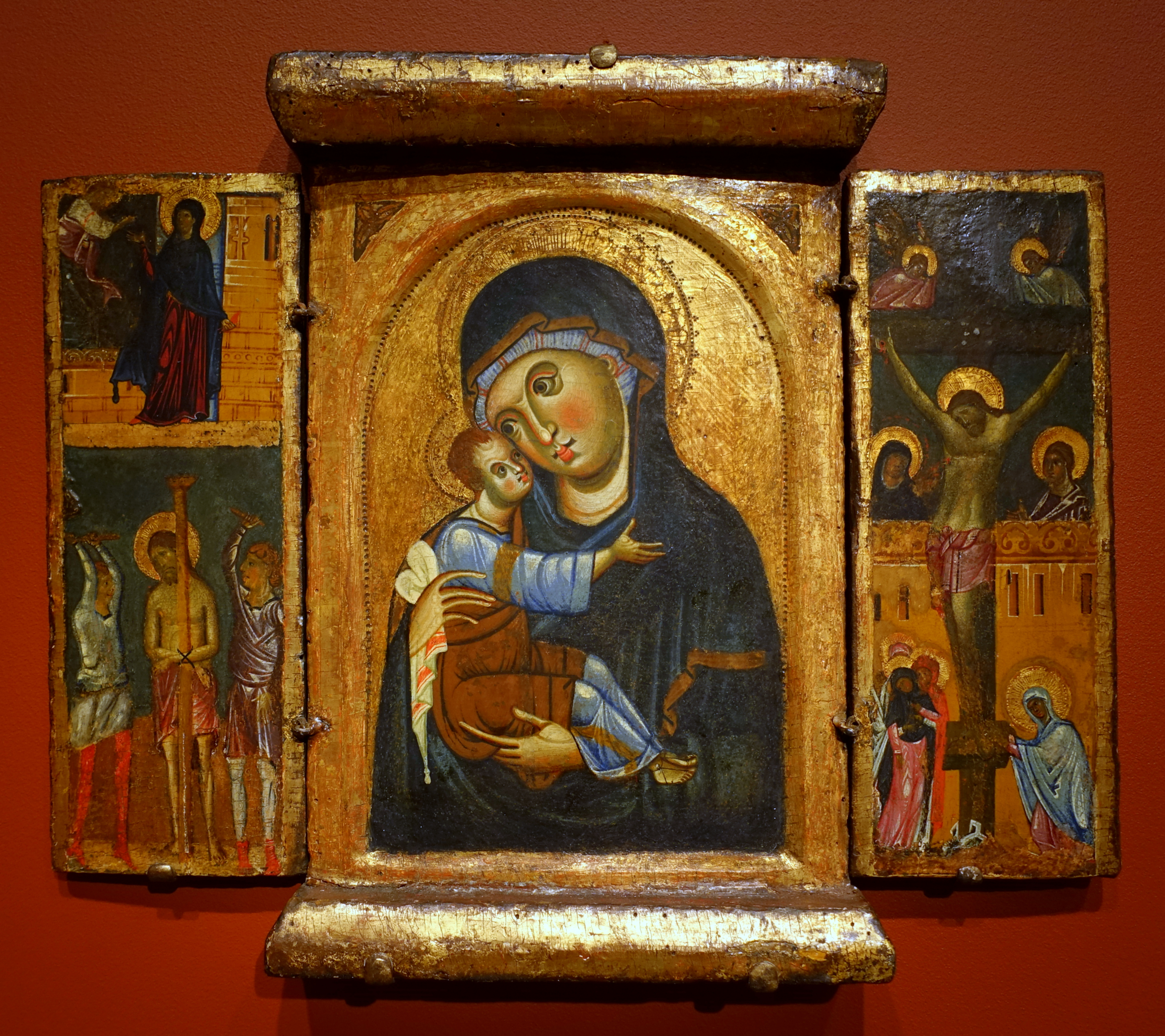
Tríptico con la Madonna en el panel central, la Anunciación y la Flagelación en el panel izquierdo, y la Crucifixión en el panel derecho; mediados del siglo XIII.

Según John Steer, hasta el siglo XIII todas las escuelas locales italianas de pintura eran variantes provinciales de la tradición central bizantina. La mayoría de los maestros italo-bizantinos son desconocidos, aunque se conocen algunos detalles de las figuras de transición más tardías, como Coppo di Marcovaldo (activo a mediados del siglo XIII en Florencia), y Berlinghiero Berlinghieri (activo en Lucca ca. 1228–1242). El uso de los fondos dorados convenía al grueso perfilado de los contornos en las figuras, que se construían a partir de formas abstractas pero expresivas, diseñadas para identificar las distintas partes del cuerpo y del ropaje mediante bellos patrones.

## Alcance del término

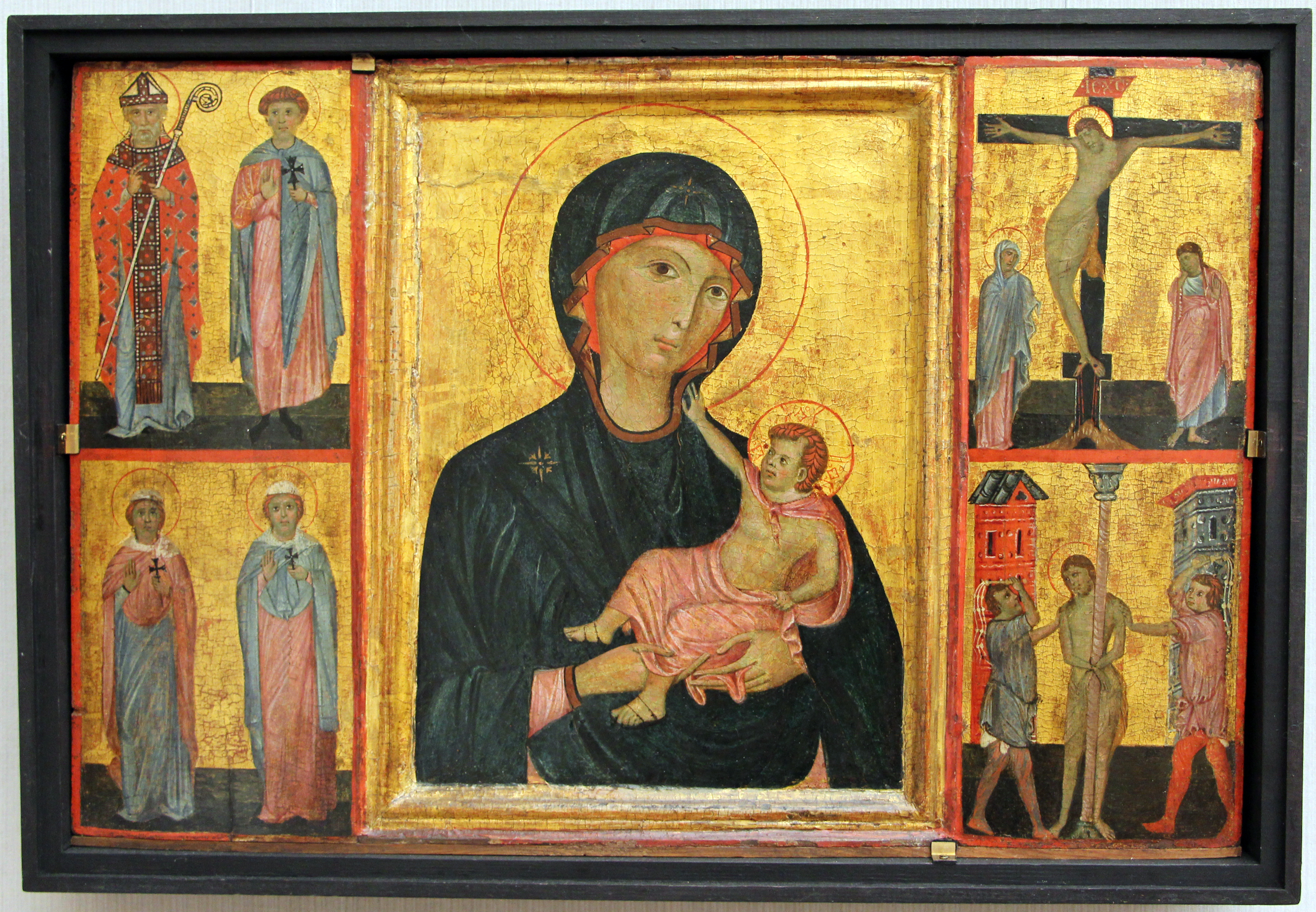
Tríptico de finales del siglo XIII, probablemente de Grifo di Tancredi.

Además de para la pintura sobre tabla, el término "italo-bizantino" se usa también para los mosaicos y la eboraria (escultura en marfil); pero mucho menos frecuentemente en escultura de grandes dimensiones, dado que la escultura bizantina no produjo tantos modelos como para poder imitarlos.
En arquitectura es obvia su utilización para designar la basílica de San Marcos y otros edificios de Venecia (como el Fondaco dei Turchi) y en las cercanas islas de Torcello (catedral de Torcello) y Murano; pero poco más. Ni siquiera la arquitectura gótica veneciana debe mucho a la arquitectura bizantina. Siglos más tarde, con la arquitectura historicista, se produjo un revival bizantino o neobizantino en Inglaterra (catedral de Westminster y Bristol Byzantine).
En el siglo XVI, al sur de la península italiana y en Sicilia, territorios bajo dominio bizantino en la Alta Edad Media, seguía hablándose griego y manteniéndose los ritos cristianos greco-ortodoxos, católico-orientales o católico-italo-albaneses (que en el siglo XXI tienen unos 70.000 fieles, no solo en Italia, sino también en la emigración). Para referirse a esta población y sus costumbres se pueden utilizar las denominaciones "italo-bizantinas", "italo-griegas" o, en su caso, "italo-albanesas".
En fuentes contemporáneas se utilizan variantes de la expresión maniera greca, como alla greca, more greco, grechescha y pittura greca, así como "cretense" o "de Candia" (el nombre veneciano de Heraklion, la principal ciudad de la isla de Creta). También se recogen expresiones como quadro a la candiota y quadro candiota piccolo ("pequeño cuadro de Candía"), que probablemente son caracterizaciones de estilo más que de origen. Para la pintura veneciana, la moderna historiografía del arte utiliza a veces la denominación scuola veneto-bizantina o incluso greco-veneto-bizantina, especialmente en lengua italiana.

### Escultura barroca
En el siglo XVII hubo un uso diferente de la expresión maniera greca, para referirse a una tendencia de la escultura barroca particularmente asociada con François Duquesnoy, un escultor flamenco afincado en Roma, y sus discípulos, como Rombaut Pauwels. Esencialmente se trata de un estilo barroco más contenido y menos dramático que el de Bernini, siendo un buen ejemplo la Santa Susana de Duquesnoy (1633, en la iglesia romana de Santa María de Loreto). La relación con la escultura griega es poco evidente para un historiador actual, pero en la época los artistas en Roma no tenían más referencia que las abundantes copias de época helenística que habían llegado a la capital del Imperio romano en la Antigüedad y que se estaban redescubriendo desde el Renacimiento.

## Historia

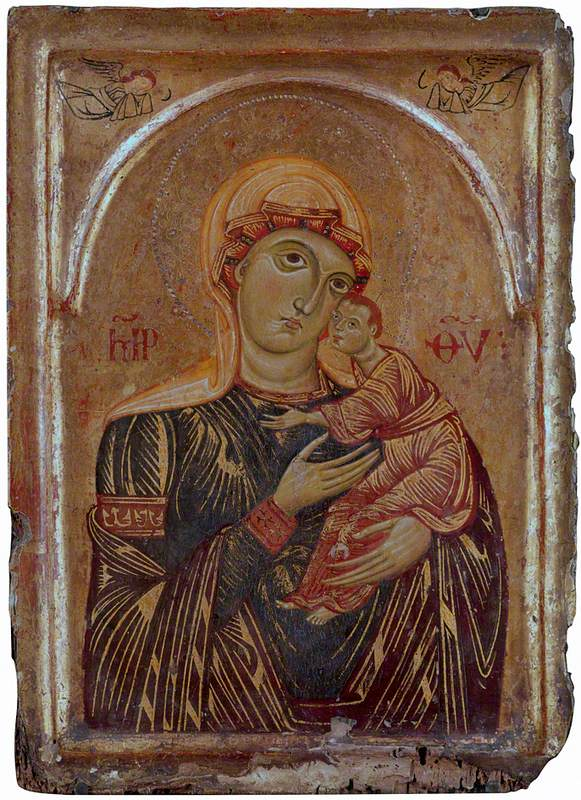
Madonna, anónimo italiano (posiblemente de la escuela de Pisa), comienzos de la década de 1260. Las inscripción en griego debe leerse: "Madre de Dios". Posiblemente es uno de los dos paneles de un díptico, pues en su parte posterior se representa una cruz, que sería visible con el díptico cerrado.

Se suele identificar el Saqueo de Constantinopla de 1204 por la Cuarta Cruzada como el acontecimiento que supuso el surgimiento del estilo italo-bizantino. El botín que los cruzados trajeron a su vuelta incluía muchos iconos, lo que probablemente estimuló la demanda de más obras del mismo tipo, y proporcionó modelos para los artistas locales. Hasta entonces no era usual la pintura sobre tabla de estas dimensiones en la pintura de Europa occidental, aunque unos pocos ejemplos bizantinos habían llegado y eran objeto de gran devoción, y algunos pocos se habían producido localmente, como la Madonna della Clemenza, datable probablmente en el siglo VII. El siglo XIII también vio un gran incremento en la devoción a la Virgen María (mariolatría), liderada por la orden franciscana, fundada cinco años antes del saco de Constantinopla. Por entonces la mayor parte de las obras se producían para iglesias o ricos comitentes que las donaban a instituciones religiosas.
El motivo que llevó al desarrollo de las piezas de altar (pala d'altare o ancona en Italia, reredos en Inglaterra, retablo -retaulus, retro tabula- en España) no se ha establecido con claridad. Pudo ser la necesidad de emplazar y decorar relicarios tras los altares, así como la tradición de decorar el frente de altar (antependium) con relieves, tablas pintadas o textiles. Durante el siglo XIII, los cambios litúrgicos (que en este aspecto no se revirtieron hasta el siglo XX) obligaron a los sacerdotes a celebrar la misa en el mismo lado del altar que la congregación de fieles, dándoles la espalda la mayor parte del tiempo. En ese contexto, la disposición de una pieza artística tras el altar y en una posición elevada cumplía una función de foco visual para la devoción. En cambio, en la liturgia oriental, los iconos se colocan en el iconostasio, una pared que separa el espacio de los fieles del espacio del altar. Las pinturas italo-bizantinas de mayor formato se utilizaban en Europa occidental como piezas de altar, para las que se elaboraban complejos polípticos (o "piezas de altar compuestas" -composite altarpieces-) cuyas formas se fueron desarrollando muy pronto. Fueron particularmente comunes en Venecia, donde los frescos eran raros, y se prefería el mosaico, aunque eran demasiado caros para la mayoría de las iglesias; siendo las piezas pictóricas una alternativa más económica. Paolo Veneziano (activo aproximadamente entre 1321 y 1360) lideró este desarrollo, con un estilo que todavía puede considerarse bizantino, pero crecientemente influenciado por la pintura gótica proveniente del norte de los Alpes, además de elementos personales de este artista. Significativamente, la influencia de Giotto está casi enteramente ausente.
A finales del siglo XIII, los dos maestros más punteros de Italia septentrional: Cimabue en Florencia (activo entre 1270–1303) y Duccio en Siena (activo entre 1268–1311), recibieron ambos una formación, y alcanzaron alta maestría, en el estilo italo-bizantino, pero también desarrollaron su obra en nuevas direcciones en términos de representar el volumen y la profundidad, relajando las antiguas poses bizantinas. Esta trayectoria, y su posterior desarrollo por Giotto, fue lentamente alcanzando el trabajo de los principales talleres de otras ciudades italianas; pero muchos maestros de talleres menos importantes, o en ciudades más pequeñas o remotas, continuaron con el viejo estilo por un tiempo considerable.

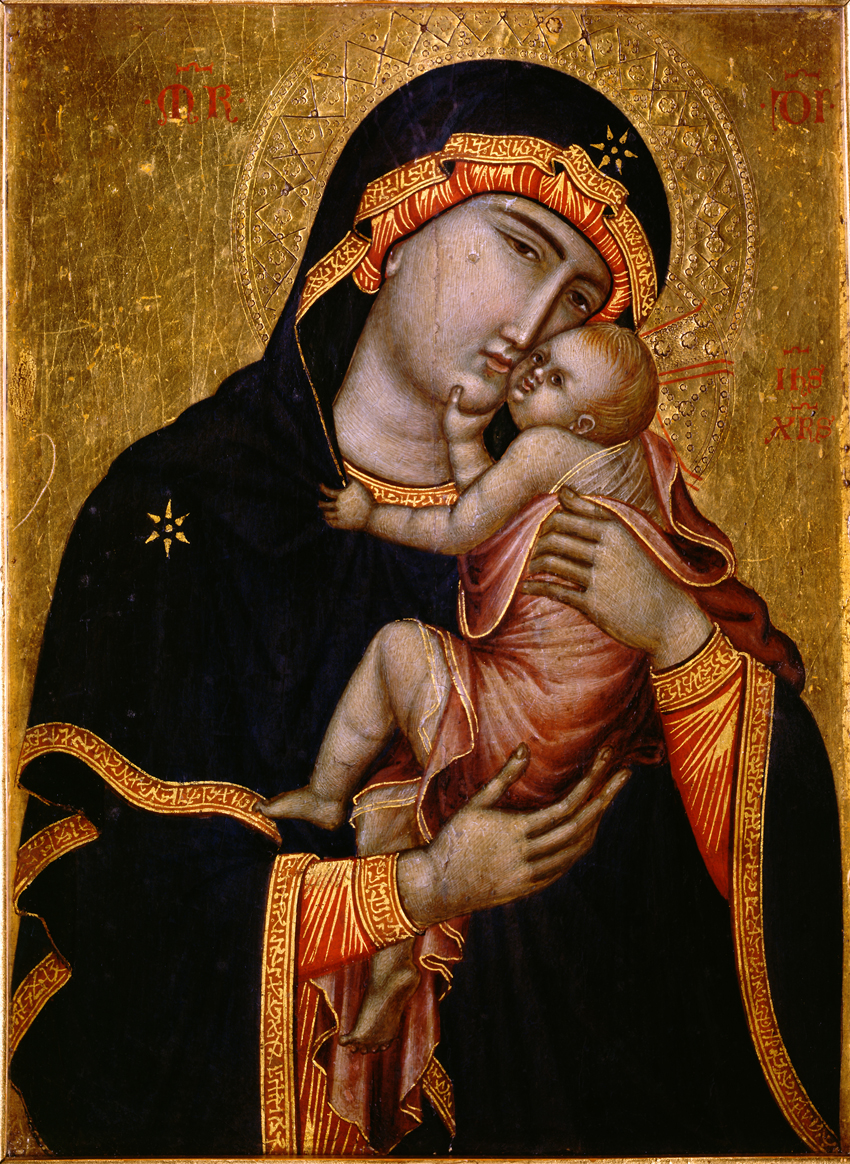
La Madonna Cambrai, anónimo italiano (posiblemente de la escuela de Siena), ca. 1340. Temple sobre madera de cedro. 35.7 cm x 25.7 cm. Conservada actualmente en la catedral de Cambrai. Sigue el modelo bizantino de la Eleousa ("ternura").

La Madonna Cambrai es una pieza relativamente tardía, pintada hacia el 1340 en Italia, quizás en Pisa, y no completamente al antiguo estilo italo-bizantino. Un estudioso griego la describe como una obra que ningún bizantino de la época reconocería como un icono griego. Es especialmente significativo, ya que en 1450 un canónigo de la catedral de Cambrai la compró para su institución, asumiendo que se trataba de un retrato auténtico de la Virgen María pintado por San Lucas (una de las vera icon); y con ese prestigio fue muy copiado por los primitivos flamencos. Algunas de esas copias son claramente de estilo flamenco, aunque preservan la pose y ciertos detalles del original, pero otras, que previamente se creían de taller italiano, pueden haberse pintado ya en Flandes por maestros locales.
Los originales griegos tuvieron un nuevo empuje en su popularidad en las décadas siguientes a la caída de Constantinopla (1453), que trajo un nuevo flujo de personalidades e iconos griegos a Italia. Entre los coleccionistas de la época se encontraba el propio papa Paulo II (en el cargo entre 1464 y 1471) quien, antes de ascender al pontificado, hacia 1457 había reunido 23 iconos en micromosaico y otros 13 pintados o en relieve. Algunos de ellos pasaron posteriormente a Lorenzo de Médici, que en el momento de su muerte (1492) poseía 11 de los del tipo mosaico. El cardenal Basilio Besarión donó varios iconos a la basílica de San Pedro de Roma y prestó manuscritos griegos a la Casa de Este para ser copiados; los Este también debieron adquirir algunos de los iconos de Paulo II.
La maniera greca sobrevivió al desarrollo estético del Renacimiento en los más punteros pintores italianos, incluso haciéndose más común, mientras que la creciente prosperidad y las baratas importaciones cretenses expandían la posibilidad de poseer un icono para uso doméstico a escala económica. Para el siglo XVI, como revelan los inventarios, la posesión de iconos alla greca era muy común en las casas nobles y en instituciones eclesiásticas, y se iba extendiendo en las casas de la clases medias e incluso en las de las clases trabajadoras.
Un estudio revela que, hacia 1615, un 81% de las viviendas de los trabajadores venecianos contaban con algún tipo de obra de arte; entre las que destacaban los iconos, que en su mayor parte serían muy pequeños, y posiblemente importados de Creta. Para esa época, los iconos alla greca ya se consideraban pasados de moda, aunque siguieron produciéndose hasta el siglo XVIII. Cuando los talleres cretenses ya estaban adoptando un estilo más occidental con cierto éxito, su producción se interrumpió como consecuencia de la pérdida veneciana de Creta ante los otomanos en la guerra de Candía (1645–1669).
A medida que la pintura italiana se iba diferenciando de la italo-bizantina, en algunos círculos devotos iba creciendo el prestigio religioso de esta última; en parte por una percepción de mayor autenticidad de su iconografía, que se creía (o al menos así se proclamaba por las autoridades religiosas ortodoxas) inalterada desde el comienzo del cristianismo, derivando en algunos casos de milagrosos acheiropoieta ("no hechos por mano humana") o los retratos hechos por San Lucas u otros contemporáneos a la Virgen en vida de esta. Algunos clérigos sostenían que el mayor naturalismo y belleza clásica de los nuevos estilos distraía de la devoción.

### Pintura occidental sobre tabla antes del 1200
Los soportes de la pintura italiana hasta 1200 eran fundamentalmente manuscritos iluminados, frescos, cruces triunfales de madera de grandes dimensiones que se exhibían en las iglesias y pequeños paneles para ornamentar piezas de mobiliario. Los crucifijos de tamaño natural no eran una tradición bizantina, y en Italia se veían probablemente como una versión más económica de los esculpidos (denominados en latín corpus -"cuerpo"-). Entre las versiones escultóricas está la Cruz de Gero (Colonia, siglo X), la Santa Faz de Lucca (siglo XI o anterior) y la Majestad Batlló (Pirineo catalán, siglo XII). Los crucifijos pintados incorporaban figuras de menor tamaño en los cuatro extremos de la cruz, como en la cruz de la catedral de Sarzana (Crucifijo del Maestro Guglielmo, 1138, la pintura de datación más antigua de la escuela toscana).
Entre las versiones pintadas, la cruz de San Damiano (ca. 1100) es una de las más tempranas que se conservan; y si se ha conservado intacta es quizá por su vinculación con San Francisco de Asís (quien tuvo una revelación frente a ella hacia 1206). Hay otras posteriores, de más avanzado el siglo XII; algunas no completamente planas, con el rostro y el nimbo resaltados sobre el plano principal para mejorar la visibilidad desde abajo. Era para obras como estas para las que los pintores sobre tabla italianos se formaban, así como para la combinación de frescos, policromía sobre esculturas (tanto de piedra como de madera) y la iluminación de manuscritos. Los principales maestros de la época del Protorrenacimiento, como Cimabue y Giotto, de cuyas obras hay más información, pintaron tanto tablas como frescos, e incluso diseñaron mosaicos, como la Navicella de Giotto (exterior de la antigua basílica de San Pedro de Roma) y el de Berlinghiero Berlinghieri en la fachada de la basílica de San Frediano en Lucca. Duccio fue una excepción, pues parece que fue esencialmente un pintor sobre tabla.

## Pintura cretense

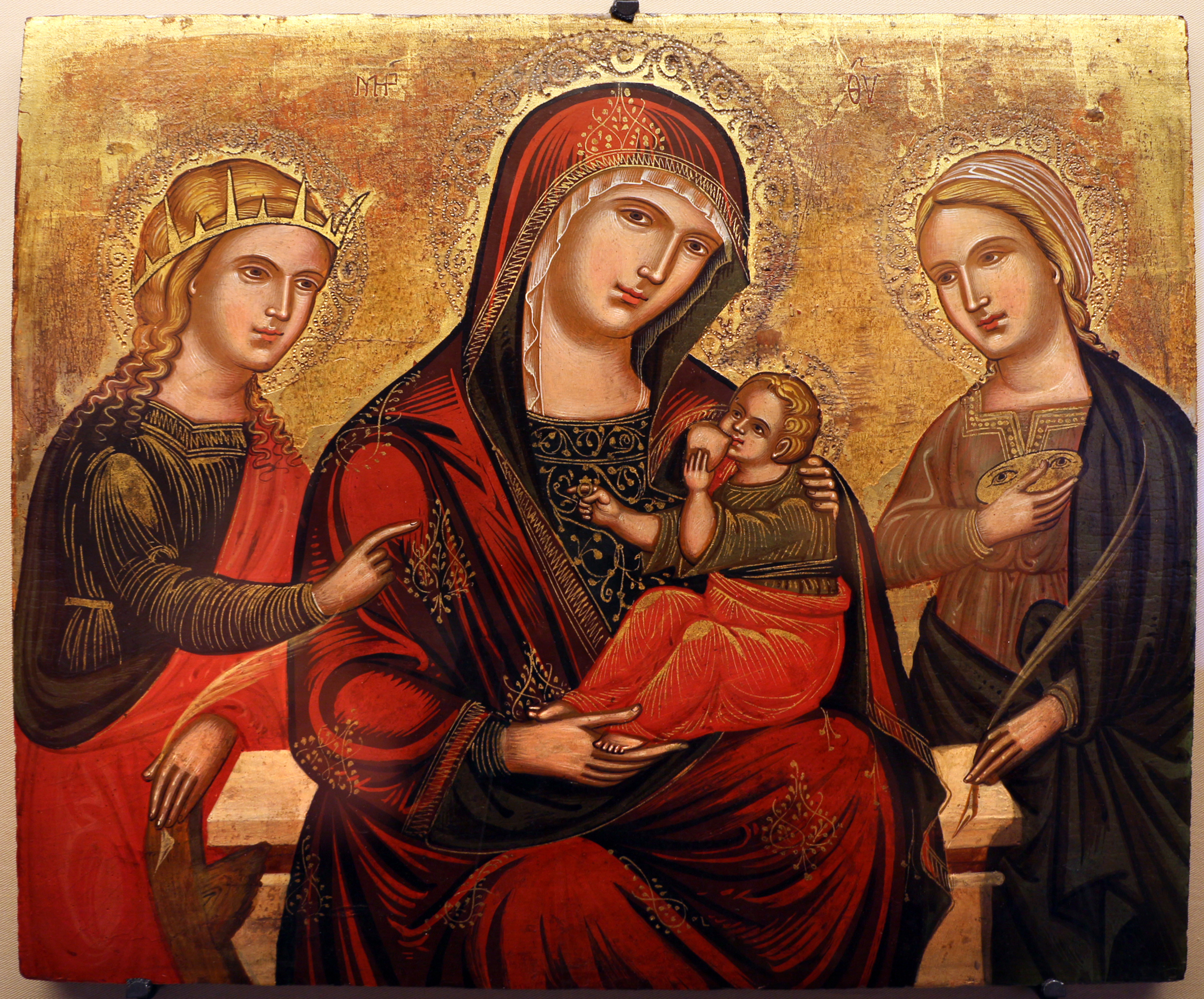
Una Virgo lactans con dos santas, catalogada como de scuola veneto-cretese ("escuela veneciana-cretense") del siglo XVI. Es difícil diferenciar el lugar concreto donde piezas semejantes fueron pintadas.

La Creta veneciana tuvo una pujante industria de la pintura, con artistas cretenses, italianos y (especialmente a partir de 1453) griegos del continente. Hubo ejemplos tanto de artistas de diferentes formaciones trabajando juntos en el mismo taller, como de patronos italianos o cretenses encargando obras a pintores de origen distinto al propio.
Al menos a finales del siglo XV, los importadores italianos también usaban la expresión maniera greca (o in forma greca, alla greca) en sus contratos para describir uno de los dos estilos de las pequeñas y baratas pintura devocionales de los talleres de la escuela cretense que se producían en masa para exportar a Europa occidental. El estilo alternativo se denominaba alla latina, lo que indicaba o bien un estilo de pintura románica más conservador, o bien un estilo de pintura gótica. Las obras de estilo griego seguían las convenciones de la pintura bizantina en la medida en que su precio barato lo permitiera.
Los archivos venecianos preservan considerable documentación sobre el tráfico de iconos entre Creta y Venecia, que a finales del siglo XV se producían en masa. Uno de los documentos, fechado en 1499, es un encargo de 700 iconos de la Virgen, especificando que 500 deben ser de estilo occidental y 200 de estilo bizantino. La orden se da a tres artistas por dos tratantes, uno de ellos de Grecia continental. El plazo entre el encargo y la entrega se establecía en solo cuarenta y cinco días.
Es probable que la calidad de las obras productos de tales encargos masivos fuera bastante pobre. El término peyorativo Madonneri ("pintor de Madonnas") se utilizaba para designar a tales pintores a granel, a menudo de origen griego o dálmata, que más adelante también trabajaron en Italia, siguiendo con su estilo cuasi-bizantino. La producción de iconos a esta escala parece que llevó a una saturación del mercado, y en las siguientes dos décadas hay mucha evidencia de que el comercio cretense declinó significativamente, al reducirse la demanda europea.
Hubo también talleres dirigidos por maestros mucho más reputados, que producían obras de gran calidad. El Greco realizó su aprendizaje en uno de ellos, llegando a dirigir su propio taller durante unos pocos años antes de trasladarse a Italia en 1567, cuando contaba unos 26 años. No es apropiado calificar su estilo, ni siquiera en los años siguientes, en que entró en contacto con los maestros venecianos y romanos, como italo-bizantino, dada su extraordinaria singularidad.